# Paraclamocus
Paraclamocus is een geslacht van eenoogkreeftjes uit de familie van de Anchimolgidae. De wetenschappelijke naam van het geslacht is voor het eerst geldig gepubliceerd in 1997 door Humes.

## Soorten
- Paraclamocus hiulcus Humes, 1997